# Mount Gambier Airport
Mount Gambier Airport är en flygplats i Australien. Den ligger i kommunen Grant och delstaten South Australia, omkring 370 kilometer sydost om delstatshuvudstaden Adelaide.
Närmaste större samhälle är Mount Gambier, nära Mount Gambier Airport. 
Trakten runt Mount Gambier Airport består till största delen av jordbruksmark. Runt Mount Gambier Airport är det mycket glesbefolkat, med 5 invånare per kvadratkilometer. Genomsnittlig årsnederbörd är 896 millimeter. Den regnigaste månaden är juni, med i genomsnitt 151 mm nederbörd, och den torraste är februari, med 15 mm nederbörd.